# Reflektor (eksperyment)
Reflektor – rosyjsko-gruziński eksperyment radiotechniczny, w formie rozkładanej anteny, przeprowadzany na stacji kosmicznej Mir między 23 a 28 lipca 1999.
Antena o wymiarach 6,40 m × 5,60 m × 1,15 m została zbudowana przez Tbilisi Aircraft Manufacturing (wówczas Państwowe Stowarzyszenie Przemysłu Lotniczego Tbilisi) na zlecenie Energia-GPI Space, joint-venture pomiędzy rosyjską RKK Energia a gruzińską spółką Georgian Polytechnical Intellect. GPI odpowiadała za projekt anteny, a Energia dostarczyła niektóre z materiałów. Była to lekka rozkładana paraboliczna antena reflektorowa. Masa anteny wynosiła 35 kg (46,5 kg z zasobnikiem). Wyniesiono ją w kosmos statkiem Progress-M 42 w dniu 16 lipca 1999. Antena została umieszczona na maszcie-kratownicy „Sofora” przez dwóch kosmonautów w trakcie wyjścia w otwartą przestrzeń kosmiczną (23 lipca 1999). Antenę otworzono z pewnymi problemami.
Cele misji:
- zbadanie zachowania się w przestrzeni kosmicznej nowego rodzaju dużej anteny reflektorowej,
- zbadanie zachowania się w przestrzeni kosmicznej nowego rodzaju systemu stabilizacji i kontroli rozkładania struktury mechanicznej,
- zbadanie przebiegu rozkładania i formowania struktury w środowisku przestrzeni kosmicznej,
- kontrolowanie stabilności i zachowania kształtu przez strukturę mechaniczną,
- zbadanie charakterystyki sztywności konstrukcji anteny,
- jakościowa ocena rozciągania struktury metalowej i formowania powierzchni asymetrycznej paraboloidy,
- ocena niezawodności procesu rozkładania anteny z uwzględnieniem detekcji anomalii przy nabieraniu i utrzymywaniu kształtu.

Po wykonaniu wszystkich zakładanych eksperymentów (technologicznych i radiowych, związanych z nowatorską konstrukcją anteny), 28 lipca 1999 antena została odłączona od stacji Mir i swobodnie dryfowała w przestrzeni kosmicznej, aż do zniszczenia w gęstych warstwach atmosfery. Zdjęcia dryfującej anteny sfotografowanej przez francuskiego astronautę Jeana-Pierre'a Haigneréa z pokładu stacji Mir, pozbawione rzetelnego opisu, były przedstawiane jako domniemane zdjęcia UFO.